# Овда регио
Област Овда или Овда регио (лат. Ovda Regio) је једна од 22 области на површини планете Венере. Једна је од тек две области које се налазе на самом екватору (друга је Тетис регио), и налази се на крајњем западном делу континента Афродита тера, на координатама 2,8° јужно и 85,6° источно (сходно планетоцентричном координатном систему +Е 0-360). Протеже се у дужини од око 6.300 километара, док је просечна ширина око 2.100 километара и њене димензије су компарабилне са димензијама западне Европе.
У односу на околно земљиште уздиже се и до 4.000 метара висине.
Област је име добила по митолошком бићу из Маријске традиције која има натприродне моћи, а име области утврдила је Међународна астрономска унија 1982. године.
Основна одлика области је изразито комплексна морфологија и бројне структуралне формације различите старости, што указује на период дуге и интензивне тектонске активности. На западном делу области налази се пространо подручје вулканског порекла за које се сматра да је реч или о калдери или о колабираној магматској јами. У каснијим фазама развоја настао је пространи грабен. Северни део области је веома стрм део са бројним дугачким, уским и заобљеним гребеновима који су доста слични онима на Земљи. Широм области разбацано је неколико ударних кратера.
На радарским снимцима је уочено постојање светлијих површина на јужним деловима области за које се верује да садрже значајније количине радарски рефлектујућих минерала попут пирита.